# Mackenziefloden
Mackenziefloden (engelska Mackenzie River, franska fleuve Mackenzie, denespråk Deh Cho) är en 1 790 kilometer lång flod i västra Kanada. Floden är Kanadas längsta. Om man räknar med floden Slave River samt dess tillflöde Peace River blir Mackenziefloden cirka 4 241 kilometer och därmed Nordamerikas näst längsta flod, efter flodsystemet Missouri-Mississippi. 
Källfloderna Athabascafloden och Peace River förenas nedanför Athabascasjön till Slave River som flyter genom den Laurentiska urbergsplatån och devonbergarterna längre norrut. Efter att ha genomflutit Stora Slavsjön kallas den Mackenziefloden och möter Liardfloden och senare Stora Björnfloden som kommer från Stora Björnsjön. Vid Sans Sault-forsarna lämnar Mackenziefloden klippiga bergens kuperade randområden och flyter därefter genom ett slättland av krit- och lignitförande tertiärlager. Vid mynningen i Norra Ishavet bildar Mackenziefloden ett stort, hastigt växande delta, Mackenzie Delta.
På grund av det nordliga läget är Mackenziefloden segelbar endast tre månader om året. Om sommaren är floden segelbar omkring 2.000 kilometer av sin längd upp till Fort Smith med fartyg upp till 1,5 meters djupgående.
Genom de många sjöarna, mossarna och skogsrikedomen i området som Mackenziefloden genomflyter är vattenflödet tämligen jämnt över året.
Den är uppkallad efter upptäcktsresanden Alexander Mackenzie som kartlade flodens lopp.